# ステン・ステンセン
ステン・ステンセン(Sten Stensen、1947年12月18日 - )は、ノルウェーのスピードスケート選手。

## 経歴
長距離種目を専門とし、1970年代に国際舞台で活躍。10000mで世界記録を二度更新(いずれも1976年)し、欧州選手権と世界選手権を一度ずつ制した。オリンピックでも金メダル一個を含む四個のメダルを獲得した。またそのシーズン特に活躍した選手に贈られるオスカー・マティセン賞(英語版)も二度受賞している。1978年に現役を引退した。

## 自己記録
| 種目   | 記録       | 日時           | 場所           |
| ------ | ---------- | -------------- | -------------- |
| 500m   | 39秒03     | 1977年3月19日  | アルマアタ     |
| 1000m  | 1分23秒44  | 1973年1月6日   | コングスベルグ |
| 1500m  | 1分58秒72  | 1976年3月21日  | アルマアタ     |
| 3000m  | 4分13秒06  | 1973年12月17日 | ハーマル       |
| 5000m  | 7分05秒04  | 1977年3月19日  | アルマアタ     |
| 10000m | 14分38秒08 | 1976年3月21日  | アルマアタ     |